# 독일 국민자유당
독일 민족자유당(獨逸 民族自由黨, Deutschvölkische Freiheitspartei; DVFP 도이치뵐키셰 바르타이, 디비에프피[*])은 바이마르 공화국 때의 우익 반유대주의 정당이다.
1922년 12월 16일 빌헬름 헤닝, 라인홀트 불레, 알브레히트 폰 그라에페가 독일 국가인민당(DNVP)에서 탈당하여 창당하였다. 레벤틀로프 백작 에른스트 데틀레프, 아르투르 딘스터, 테오도르 프리츠슈 등의 우익 인사들이 참여하였고, 독일 민족보호저항연맹이 금지되자 그 당원들이 민족자유당에 합류하였다.
1924년 맥주홀 폭동의 실패로 인하여 나치당이 금지되자 DVFP 지도부는 국가사회주의 자유운동이라는 이름의 신당을 창당해 나치를 흡수하여 극우세력 내부 헤게모니를 잡으려 했으나 잘 되지 않았고 1925년부터 나치와 대립하였다.

## 같이 보기
- 흑색전선
- 보수혁명
- 슈트라서주의